# Педагогічний інститут Рішельєвського ліцею
Педагогічний інститут Рішельєвського ліцею  –  перший  заклад  педагогічної освіти  Одеси в 1817 – 1837 роках.

## Історія
Ідея створення ліцею в Одесі належала генерал-губернатору Новоросійського краю герцогу А. Е. де Рішельє. Але відкриття ліцею відбулося у січні 1818 року, вже після від’їзду герцога до Франції.
Згідно Уставу, який був затверджений 2 (14) травня 1817 року  імператором Олександром І, до складу  Рішельєвського ліцею, поряд з  початковим  та середніми училищами, входив Педагогічний інститут на 24 вихованці. Головним завданням Педагогічного інституту було підготовка педагогічного персоналу для ліцею. Утримання Педагогічного інституту передбачалося коштом пожертвувань герцога А. Е. де Рішельє
Педагогічний інститут як складова частина ліцею адміністративно підпорядковувався піклувальнику Харківського навчального округу, а з 1830 року – піклувальнику новоствореного Одеського навчального округу.
Випускники Педагогічного інституту  працювали вчителями комерційних і повітових шкіл.
На жаль,  новий  Устав Рішельєвського ліцею, який було затверджено 29 травня 1837 року, не передбачав у своїй структурі Педагогічний інститут.

## Вимоги до вихованців
Для вступу до Педагогічного інституту необхідно було скласти вступні іспити відповідно до програми початкового училища.
По закінченні курсу навчання вихованці залишалися на шість років у ліцеї. Перші чотири роки вони повинні були  виконувати обов’язки наглядачів, а останні два роки обіймати посади ад’юнктів при професорах. Після чого вони мали першочергове право на заміщення всіх викладацьких посад в ліцеї. Обов’язкове шестирічне відпрацювання у ліцею було обумовлено тим, що вихованці навчалися безкоштовно.

## Педагогічний процес
Майбутній досвідчений вчитель повинен був мати не лише тверді теоретичні знання, а й навички самостійної праці та наукового дослідження, вміти дохідливо викладати учням навчальний предмет. Тому особлива увага в Педагогічному інституті приділялася прищепленню вихованцям навичок викладання, розвитку красномовства, формуванню вміння логічного викладання своєї думки як в усній, так й письмовій формах. За часів директорства І. О. Орлая  були вдосконалені навчальні програми, поліпшено методику викладання.
В Педагогічному інституті була запроваджена єзуїтська система виховання.

## Керівники
Керівниками Педагогічного інституту були директори та виконувачі обов'язків директора  Рішельєвського ліцею: Ш. Д. Ніколь, Р. А. Жіллє, Й. М. Флукі, Й.-А.  Гейнлет, І. І. Дудрович, І. С. Орлай, І. І. Вінтер, М. І. Синицин.

## Відомі вихованці
- Андреєвський Аркадій Степанович
- Зеленецький Костянтин Петрович
- Золотов Василь Андрійович
- Левтеропуло Василь Єгорович
- Петровський Володимир Васильович
- Протопопов Микола Порфирович
- Тройницький Олександр Григорович
- Шершеневич Йосип Григорович